# Édifice de la Canada Life
L'édifice de la Canada Life à Montréal, Québec, Canada (qui ne doit pas être confondu avec le Canada Life Building (en) de Toronto) a été achevé en 1895 par l'architecte Richard A. Waite (en) de Buffalo (État de New York) et est un exemple d'un gratte-ciel de première génération.
Situé au cœur de ce qui était autrefois la capitale financière du Canada sur la rue Saint-Jacques, dans ce qui est maintenant le Vieux-Montréal, l'édifice de la Canada Life est le premier édifice à Montréal à utiliser une structure en acier de huit étages.

## Histoire
L'édifice de la Canada Life a été construit en 1894 et 1895 selon les plans de l'architecte Waite de Buffalo. L'édifice a été construit comme siège montréalais de la Canada-Vie (en), une compagnie d'assurance de Toronto créé en 1847. L’assureur occupait le second étage alors que la rez-de-chaussée était occupé entre 1896 et 1908 par le siège montréalais de la banque canadienne du commerce. Quant aux autres étages, ils étaient occupé par des bureaux d'avocats et d'autres compagnies d'assurance.
L'édifice de la Canada Life est le second gratte-ciel construit au Québec après l'édifice New York Life, qui a été érigé en 1888. Il est aussi le premier à posséder un ossature en acier, du Québec, voire du Canada. L'édifice se distingue aussi par sa décoration luxueuse. Elle possède une riche décoration extérieure en pierre sculpté par l'artiste Henry Beaumont,.
La Canada-Vie vend l'édifice à la Federation Insurance Co. of Canada Ltd en 1954. Cette dernière vend l'édifice aux Entreprises Decelles en 1979; elle reste néanmoins locataire jusqu'en 1984. L'édifice est classé immeuble patrimonial le 10 septembre 2002 par le ministère de la Culture et des Communications. Par la suite l'immeuble est converti à des fins résidentielles.